# Orchesia calotricha
Orchesia calotricha es una especie de coleóptero de la familia Tetratomidae.

## Distribución geográfica
Habita en Queensland (Australia).